# Les Nox
Les Nox est le huitième épisode de la première saison de la série télévisée Stargate SG-1.

## Résumé
Le SGC reçoit la visite d'un ministre qui est sceptique face aux technologies rapportées par les équipes SG. Teal'c essaie de sauver la situation en parlant d'une créature très recherchée, un Fenri, par les Goa'ulds ayant le pouvoir d'invisibilité.
À peine arrivés sur place la porte des étoiles disparaît, SG-1 se sépare en deux afin de quadriller le secteur, Daniel et Jack entendent un bourdonnement et se préparent à tirer à l'aide d'une fléchette tranquillisante mais un tir de lance Jaffa les interrompt : Apophis est également sur la planète avec trois de ses Jaffas. SG-1 décide de tenter une embuscade contre le Goa'uld et son escorte. L'attaque tourne à la catastrophe : O'Neill, Carter et Jackson sont tués. Apophis est sur le point d'exécuter Teal'c, mais ce dernier disparait subitement ainsi que les trois corps des membres de son équipe.
SG-1 se réveille dans une hutte sans Teal'c, ils découvrent leurs hôtes qui les invitent à manger et Teal'c les rejoint. La communication est au début difficile, l'un de leurs hôtes leur dit finalement qu'il va leur montrer le chemin de la porte des étoiles. O'Neill essaie d'en savoir plus sur ce peuple sans succès puis demande pourquoi ils ne peuvent pas partir maintenant. La réponse est simple : un Jaffa d'Apophis appelé Shak'l est aussi soigné sur place par leurs hôtes. Par la suite, SG-1 apprend enfin que leurs hôtes sont des Nox et que la créature recherchée par les deux camps est un Fenri. Shak'l se réveille pendant qu'il est sous la surveillance de Teal'c et l'insulte. Jack se fabrique désespérément un arc et des flèches pour pallier la disparition de ses armes. Daniel discute avec un Nox sur la possibilité d'une alliance. Shak'l réussit à s'échapper en blessant Teal'c et une Nox. SG-1 assiste alors à la guérison de la Nox et découvre leur point faible : ils ne peuvent se rendre invisibles pendant un rituel de guérison.
Nafrayu, le jeune Nox, a disparu et a rencontré Apophis qui l'assomme pour tendre un piège. Nafrayu est retrouvé par SG-1 mais les Nox insistent pour accomplir tout de suite le rituel même si c'est un piège. O'Neill sort la seule fléchette tranquillisante qui lui reste et veut s'en servir contre Apophis lors d'un combat au corps à corps. Lors de ce combat, l'équipe s'empare de lances Jaffa. Le colonel s'apprête à tirer la fléchette contre Apophis mais ce dernier disparaît, emporté par un Nox qui souhaite malgré tout le protéger.
Les Nox ont renvoyé Apophis et ses gardes par la porte. Avant de partir, un des Nox leur montre leur cité flottant dans les airs pour leur prouver qu'ils sont en sécurité. SG-1 réussit à repartir sur Terre.

## Distribution
- Richard Dean Anderson : Jack O'Neill
- Amanda Tapping : Samantha Carter
- Christopher Judge : Teal'c
- Michael Shanks : Daniel Jackson
- Don S. Davis : George Hammond
- Teryl Rothery : Janet Fraiser
- Gary Jones : Walter Davis
- Peter Williams : Apophis
- Armin Shimerman : Anteaus
- Ray Xifo : Ohper
- Frida Betrani : Lya
- Terry David Mulligan : David Swift
- Addison Ridge : Nafrayu
- Michasha Armstrong : Shak'l
- Zoran Vukelic : garde Jaffa